# Aloe tauri
Aloe tauri é uma espécie de liliopsida do gênero Aloe, pertencente à família Asphodelaceae.